# Neoendothyranella
Neoendothyranella es un género de foraminífero bentónico de la subfamilia Neoendothyrinae, de la familia Endothyranopsidae, Otras clasificaciones la incluyen en la subfamilia Globoendothyrinae, de la familia Globoendothyridae. de la superfamilia Endothyroidea, del suborden Fusulinina y del orden Fusulinida. Su especie tipo es Neoendothyranella wildei. Su rango cronoestratigráfico abarca el Capitaniense (Pérmico medio).

## Discusión
Clasificaciones más recientes incluyen Neoendothyranella en el suborden Endothyrina, del orden Endothyrida, de la subclase Fusulinana de la clase Fusulinata. Clasificaciones previas hubiesen incluido Neoendothyranella en la Subfamilia Endothyrinae de la Familia Endothyridae.

## Clasificación
Neoendothyranella incluye a la siguiente especie:
- Neoendothyranella wildei †